# Olancha
Olancha és una concentració de població designada pel cens dels Estats Units a l'estat de Califòrnia. Segons el cens del 2000 tenia 134 habitants.

## Demografia
Segons el cens del 2000, Olancha tenia 134 habitants, 50 habitatges, i 38 famílies. La densitat de població era de 7,1 habitants/km².
Dels 50 habitatges en un 40% hi vivien nens de menys de 18 anys, en un 60% hi vivien parelles casades, en un 14% dones solteres, i en un 24% no eren unitats familiars. En el 20% dels habitatges hi vivien persones soles el 4% de les quals corresponia a persones de 65 anys o més que vivien soles. El nombre mitjà de persones vivint en cada habitatge era de 2,68 i el nombre mitjà de persones que vivien en cada família era de 3,13.
Per edats la població es repartia de la següent manera: un 32,1% tenia menys de 18 anys, un 3,7% entre 18 i 24, un 26,9% entre 25 i 44, un 26,9% de 45 a 60 i un 10,4% 65 anys o més.
L'edat mediana era de 37 anys. Per cada 100 dones de 18 o més anys hi havia 89,6 homes.
La renda mediana per habitatge era de 30.000 $ i la renda mediana per família de 46.250 $. Els homes tenien una renda mediana de 31.250 $ mentre que les dones 26.250 $. La renda per capita de la població era de 18.124 $. Entorn del 4,5% de les famílies i el 9,4% de la població estaven per davall del llindar de pobresa.

## Poblacions més properes
El següent diagrama mostra les poblacions més properes.